# Casa Ochoa Raa
La Casa Ochoa Raa es una casona colonial ubicada en la calle Saphy en el centro histórico del Cusco, Perú.
Desde 1972 el inmueble forma parte de la Zona Monumental del Cusco declarada como Monumento Histórico del Perú. Asimismo, en 1983 al ser parte del casco histórico de la ciudad del Cusco, forma parte de la zona central declarada por la UNESCO como Patrimonio Cultural de la Humanidad.
Inmueble de dos niveles y tres patios distribuidos en desniveles o andenes. Exteriormente presenta portada lítica con puerta postigo y puerta auxiliar atípica; también, balcones y balconcillos con balaustrada de metal. El Patio principal originalmente empedrado, está configurado por cuatro crujías; las de los lados noroeste, noreste y sureste, presentan galerías dobles con arcos de medio punto en ladrillo pastelero sobre
fustes líticos lisos y monolíticos de sección circular, en el segundo nivel las galerías presentan antepecho lítico. La crujía suroeste se encuentra en estado de emergencia.
La caja de escaleras de piedra está ubicada en la crujía sureste y es "de cajón" de ida y vuelta; en ella se cobija, en un nicho cuadrangular, dos cruces de madera; en esta misma crujía, en el segundo nivel del segundo patio, se aprecia una logia formada por tres arcos de medio punto. La estructura de la cubierta de este inmueble está hecha en el sistema de par y nudillo.